# Veremundo Méndez Coarasa
Veremundo Méndez Coarasa (Hecho, 14 de mayo de 1897 - id., 30 de diciembre de 1968) fue un escritor y poeta español en aragonés cheso. Estudió en la escuela local y después en la Escuela Normal de Huesca, en donde terminó Magisterio en 1915. También hizo topografía y durante varios años trabajó en los proyectos de aprovechamiento hidráulico del Aragón Subordán. Desde 1920 hasta su jubilación en 1958, fue primero oficial del Ayuntamiento de Echo, ejerciendo como secretario provisional en algunas ocasiones.
Comenzó su actividad como escritor a los treinta y seis años, animado por algunos reconocidos lingüistas, como Alwin Kuhn. Fue nombrado consejero correspondiente de la Institución Fernando el Católico en 1945 y académico correspondiente de la Real Academia de Nobles y Bellas Artes de San Luis en 1963. Su obra abarca 190 composiciones (las primeras: «A Echo» y «Oza», de mayo y junio de 1934 respectivamente) que suman alrededor de 18000 versos —solo se le conoce en prosa algún escrito corto, como Las fiestas d'antis más— escritos en un aragonés de Jaca depurado y rico, pues se preocupó no solo de usar el léxico y los giros que ya conocía, sino también los que aprendía de los viejos del valle.
En estos versos, los temas más frecuentes son la vida y las costumbres jaquesas («La Sanchuanada», «Lo matacochín», «Las flamas de lo fogaril», etc.) que, de manera realista y descriptiva, narran las tareas pastoriles y agrícolas de la gente del valle. Así, se agrega el interés etnográfico a su valor literario: «Las yerbas», «Los huertos», «La siega», «La trilla», «La sanmigalada», «La siembra», «La nieu», «Lo pescataire»... El ciclo vital de la naturaleza se refleja en algunos de sus poemas, («Las fuellas de los arbols», «La trilla»; en «La trilla» se conjugan el ciclo del día, las tareas agrícolas y el formato del poema), así como la personificación de las cosas y elementos naturales o la fantasía («Lo sol de los lobos», «Soniando'n los Pirineos»...), son rasgos frecuentes de la poesía de Veremundo.
Todos los años escribió el pregón de las fiestas locales (Lo vociau pa fiestas (1949), Las fiestas de lo lugar (1953), Ya ve iplegando setiembre (1962), ¡Otra golteta, royeta! (1968), etc.). También escribió cada año un poema dedicado a Domingo Miral, comenzando el año de su muerte, en 1942 («Miral s'en ye íu» fue el primero), o en homenaje a otras personas («Lo mío recuerdo», en recuerdo de Rafael Gastón). Villancicos, poemas sobre sucesos locales («La agonía de las campanas» (1942), sobre el fuego de la iglesia) o algunos poemas autobiográficos rellenan su obra.
Diez años después de su muerte se recogieron doce poemas en el libro Añada'n la Val d'Echo. Tomás Buesa editó también Los míos recuerdos, donde se recogen 130 de las 190 composiciones del poeta jaqués, algunas publicadas también en diversas revistas especializadas alemanas y otras traducidas al esperanto.
Veremundo Méndez, con su obra, puede ser considerado un clásico de la literatura en aragonés.

### Poesía
- Añada'n la Val d'Echo; Introducción, antología y vocabulario por T. Buesa Oliver, Institución «Fernando el Católico», Zaragoza, 1979.
- Los míos recuerdos, Ed. de T. Buesa, Zaragoza, Gobierno de Aragón-I.F.C., 1996.